# برادفورد، شهرستان چیکاسو، آیووا
برادفورد (به انگلیسی: Bradford) یک منطقهٔ مسکونی در ایالات متحده آمریکا است که در شهرستان چیکاسو، آیووا واقع شده‌است. برادفورد ۲۹۸٫۱ متر بالاتر از سطح دریا واقع شده‌است.